# Reinøya (Karlsøy)
Pour les articles homonymes, voir Reinøya.
Reinøya est une île norvégienne de la municipalité de Karlsøy du comté de Troms. Sa superficie est de 147 km². La partie sud de l'île, qui faisait partie de la municipalité de Tromsø, appartient depuis 2008 à la commune de Karlsøy

## Géographie
Reinøya est séparée de Ringvassøya par le détroit Langsundet. Un ferry relie Hanses sur Ringvassøya à Sandnes sur Reinøya. 

## Quelques vues de Reinøya

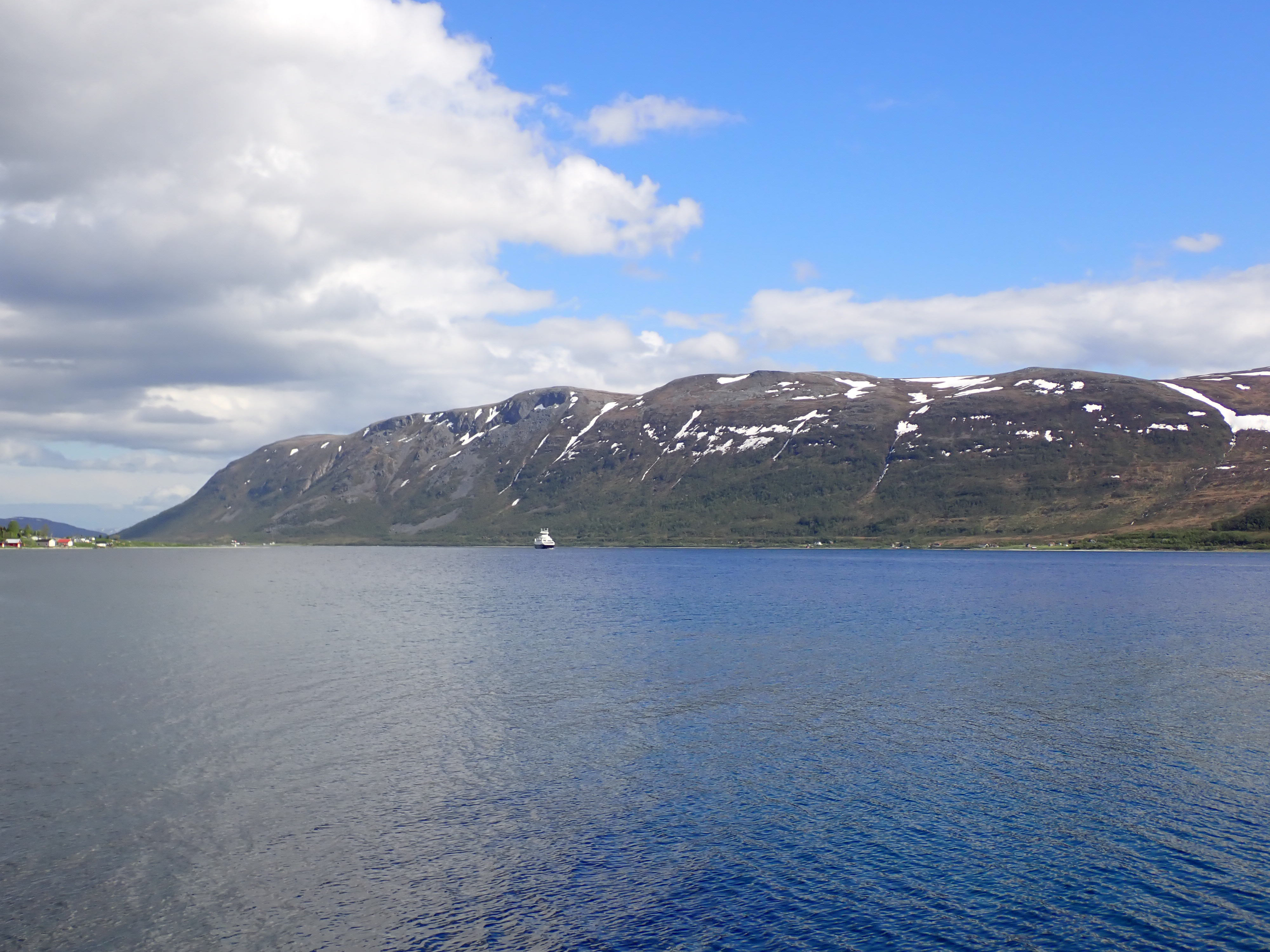
Vue de Reinøya depuis Hansnes.
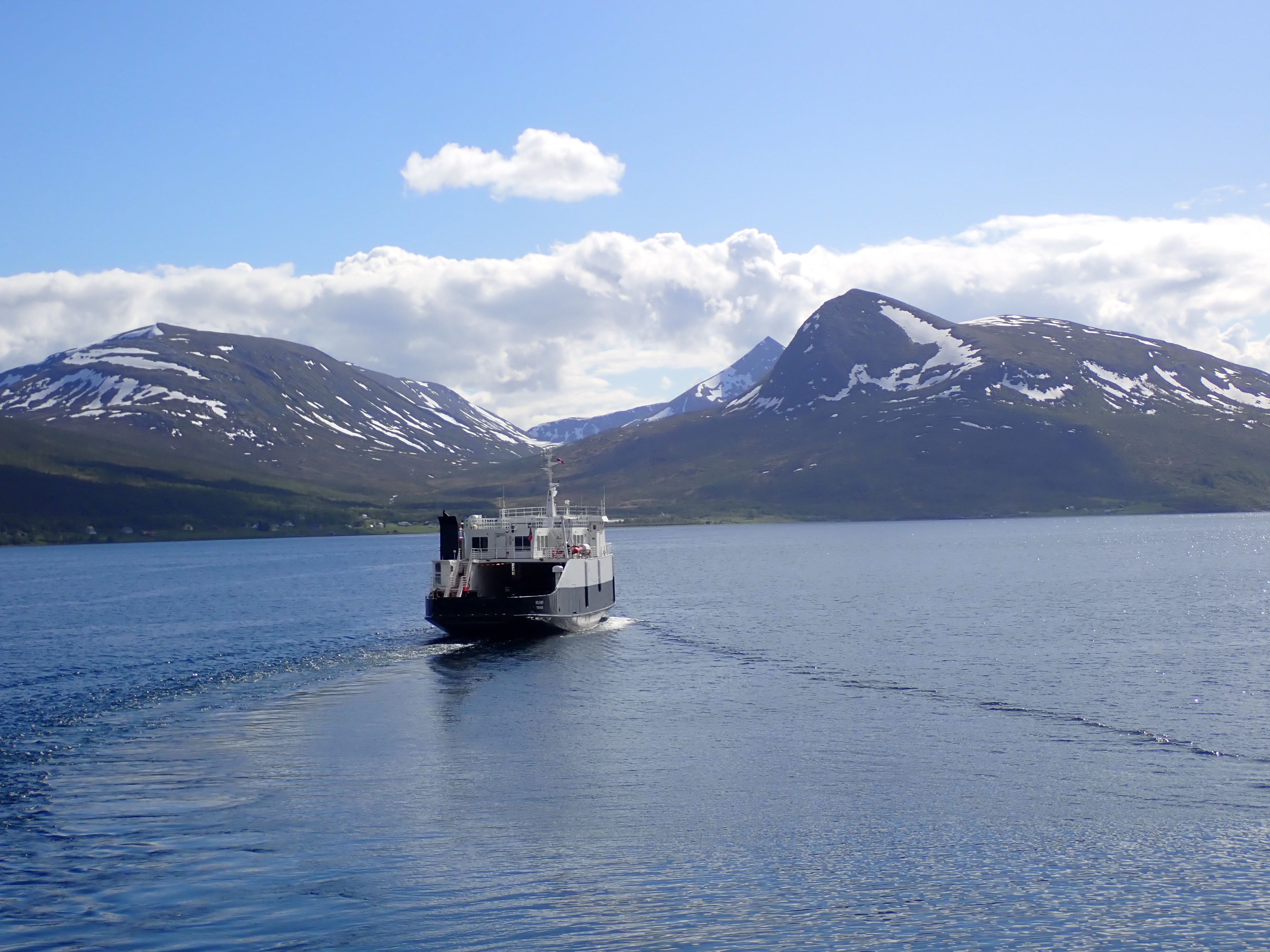
Vue du Ferry de Hansnes devant la vallée Reinskardalen.